# Jaunutis
Jaunutis (Wit-Russisch: Яўнут, Jawnoet) ca. 1300 – na 1366) was vorst van Litouwen na de dood  van zijn vader Gediminas in 1341 totdat hij in 1345 door zijn oudere broers Algirdas en Kęstutis werd afgezet.
Vóór het overlijden van Gediminas werd Jaunutis nergens in schriftelijke bronnen genoemd. Er zijn veel theorieën waarom Gediminas Jaunutis, een middelste zoon, als zijn opvolger koos. Mogelijk was hij een compromis tussen Gediminas' heidense oudere zonen Algirdas en Kęstutis, en de christelijke jongere zonen Narimantas, Karijotas en Liubartas. Volgens anderen was Jaunutis de oudste zoon van de tweede vrouw van Gediminas, en daarom opvolger.
De regeringstijd van Jaunutis was betrekkelijk rustig. De Duitse Orde stond in die tijd onder leiding van de ineffectieve grootmeester Ludolf König. 
De Kroniek van Bychowiec meldt dat Jaunutis werd ondersteund door zijn moeder Jewna, de veronderstelde tweede vrouw van Gediminas. Deze zou als koningin-moeder de werkelijke macht bezeten hebben. Na haar dood in ca. 1344 verloor Jaunutis snel zijn troon.
Jaunutis werd gesteund door zijn jongere broer Narimantas. Deze reisde naar Ganī Bek, khan van de Gouden Horde, om een alliantie tegen Algirdas en Kęstutis te vormen. Jaunutis werd in Vilnius gevangengezet, maar wist te ontsnappen en ging naar zijn zwager Simeon van Moskovië. In Moskou werd Jaunutis gedoopt als Johannes, maar slaagde er niet om hulp te verkrijgen (misschien omdat zijn zus Aigusta, de vrouw van Simeon, in dat jaar stierf). Jaunutis en Narimantas moesten zich met Algirdas verzoenen. Jaunutis werd de hertog van Zaslawje. 
Jaunutis overleed ca. 1366: hij wordt voor de laatste keer vermeld in een verdrag met Polen in 1366, en niet in een verdrag met de Lijflandse Orde in 1367. 
Hij had drie zonen: Simeon van Zaslawje, Gregor van Sloetsk en Michael van Zaslawje. Michael volgde hem tot zijn dood op 12 augustus 1399 op als hertog.